# Vyans-le-Val
Vyans-le-Val település Franciaországban, Haute-Saône megyében. Lakosainak száma 417 fő (2022. január 1.). Vyans-le-Val Héricourt, Montbéliard és Laire községekkel határos.

## Népesség
A település népessége az elmúlt években az alábbi módon változott:
| Lakosok száma | 442  | 464  | 477  | 453  | 441  | 428  | 425  | 424  | 417  |
|               | 2013 | 2015 | 2016 | 2017 | 2018 | 2019 | 2020 | 2021 | 2022 |